# Schwarze Perlen (film 1919)
Schwarze Perlen è un film muto del 1919 diretto da Erik Lund

## Produzione
Il film fu prodotto dalla Ring-Film GmbH (Berlin).

## Distribuzione
Uscì nelle sale cinematografiche tedesche con il visto di censura in data aprile 1919.